# Aleksiej Okuniew
Aleksiej Wasiliewicz Okuniew (ur. 1901 we wsi Kisielowo w obwodzie jarosławskim, zm. 1966 w Moskwie) – pułkownik NKWD.

## Życiorys
W 1919 wstąpił do Czeki, a w 1925 do WKP(b). W 1936 został zastępcą szefa wydziału w Oddziale Operacyjnym Głównego Zarządu Bezpieczeństwa Państwowego w stopniu starszego porucznika bezpieczeństwa państwowego, a w 1940 zastępcą szefa 1 wydziału I Oddziału Głównego Zarządu Bezpieczeństwa Państwowego w stopniu majora bezpieczeństwa państwowego. 
Jeden ze sprawców zbrodni katyńskiej, wymieniony w rozkazie Ławrientija Berii z 26 października 1940 przyznającym nagrody 125 funkcjonariuszom NKWD za "pomyślne wykonanie zadań specjalnych". 
Od 1941 pracował w I Wydziale Ludowego Komisariatu Bezpieczeństwa Państwowego (ochrona rządu), po wojnie został zastępcą szefa 9. wydziału Oddziału Operacyjnego Głównego Zarządu Ochrony MGB w stopniu pułkownika, w 1949 zwolniony z powodu choroby.

## Odznaczenia
- Order Lenina (1945)
- Order Czerwonego Sztandaru (trzykrotnie)
- Order Czerwonej Gwiazdy (1937)
- Order „Znak Honoru” (1937)

I medale.